# Olympische Sommerspiele 1976/Leichtathletik – 100 m (Männer)

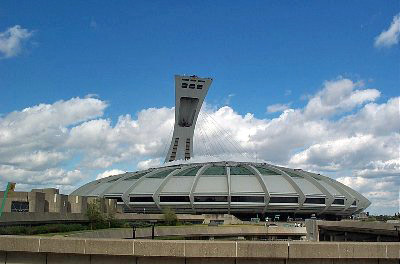
Das Olympiastadion in Montreal

Der 100-Meter-Lauf der Männer bei den Olympischen Spielen 1976 in Montreal wurde am 23. und 24. Juli 1976 im Olympiastadion Montreal ausgetragen. 63 Athleten nahmen teil.
Olympiasieger wurde Hasely Crawford aus Trinidad und Tobago. Er gewann vor dem Jamaikaner Donald Quarrie und Walerij Borsow aus der Sowjetunion.
Für die Bundesrepublik Deutschland starteten Werner Bastians, Klaus-Dieter Bieler und Dieter Steinmann. Bastians überstand die Vorrunde nicht. Steinmann und Bieler scheiterten im Viertelfinale.

Die DDR wurde durch Klaus-Dieter Kurrat und Alexander Thieme vertreten. Thieme erreichte das Halbfinale und schied dort aus. Kurrat kam ins Finale und belegte dort Rang sieben.

Läufer aus der Schweiz, Österreich und Liechtenstein nahmen nicht teil.

## Bestehende Rekorde
In den Jahren damals gab es noch ein Nebeneinander zwischen handgestoppten und auf Zehntelsekunden gerundeten elektronisch genommenen Zeiten einerseits sowie rein elektronisch gestoppten auf Hundertstelsekunden gerundeten Zeiten andererseits. Die offiziellen Bestenlisten bestanden aus einer Mischung, in die beide Arten von Zeitmessung gemeinsam eingingen. Auch handgestoppte Zeiten waren damals noch Teil der offiziellen Besten- und Rekordlisten, was sich vor allem auf den kurzen Strecken auswirkte und zu voneinander abweichenden Rekorden führte. Da jedoch die handgestoppten Zeiten aufgrund der Reaktionsverzögerung der Zeitnehmer ca. ein bis zwei Zehntelsekunden besser waren als die elektronisch ermittelten Werte, gab es bald getrennte Auflistungen. Von 1977 an wurden auch offiziell nur noch die elektronischen Zeiten geführt.
Die beiden folgenden Übersichten stellen beide oben beschriebenen Rekordzeiten in getrennten Tabellen dar.
| Rekorde mit elektronischer Zeitnahme            | Rekorde mit elektronischer Zeitnahme | Rekorde mit elektronischer Zeitnahme | Rekorde mit elektronischer Zeitnahme         | Rekorde mit elektronischer Zeitnahme |
| ----------------------------------------------- | ------------------------------------ | ------------------------------------ | -------------------------------------------- | ------------------------------------ |
| Weltrekord                                      | 9,95 s                               | Jim Hines ( USA)                     | Finale OS Mexiko-Stadt, Mexiko               | 14. Oktober 1968                     |
| Olympischer Rekord                              | 9,95 s                               | Jim Hines ( USA)                     | Finale OS Mexiko-Stadt, Mexiko               | 14. Oktober 1968                     |
|                                                 |                                      |                                      |                                              |                                      |
| Rekordübersicht mit gemischt ermittelten Zeiten |                                      |                                      |                                              |                                      |
| Weltrekord                                      | 9,9 s                                | Jim Hines ( USA)                     | Sacramento, USA                              | 20. Juni 1968                        |
| Weltrekord                                      | 9,9 s                                | Ronnie Ray Smith ( USA)              | Sacramento, USA                              | 20. Juni 1968                        |
| Weltrekord                                      | 9,9 s                                | Charles Greene ( USA)                | Sacramento, USA                              | 20. Juni 1968                        |
| Weltrekord                                      | 9,9 s                                | Jim Hines ( USA)                     | Mexiko-Stadt, Mexiko                         | 20. Juni 1968                        |
| Weltrekord                                      | 9,9 s                                | Eddie Hart ( USA)                    | Eugene, USA                                  | 1. Juli 1972                         |
| Weltrekord                                      | 9,9 s                                | Rey Robinson ( USA)                  | Eugene, USA                                  | 1. Juli 1972                         |
| Weltrekord                                      | 9,9 s                                | Steve Williams ( USA)                | Los Angeles, USA                             | 21. Juni 1974                        |
| Weltrekord                                      | 9,9 s                                | Silvio Leonard ( Kuba)               | Ostrava, Tschechoslowakei (heute Tschechien) | 5. Juni 1975                         |
| Weltrekord                                      | 9,9 s                                | Steve Williams ( USA)                | Siena, Italien                               | 16. Juli 1975                        |
| Weltrekord                                      | 9,9 s                                | Steve Williams ( USA)                | Berlin, BR Deutschland                       | 22. August 1975                      |
| Weltrekord                                      | 9,9 s                                | Steve Williams ( USA)                | Gainesville, USA                             | 27. März 1976                        |
| Weltrekord                                      | 9,9 s                                | Harvey Glance ( USA)                 | Columbia (S. C.), USA                        | 3. April 1976                        |
| Weltrekord                                      | 9,9 s                                | Harvey Glance ( USA)                 | Baton Rouge, USA                             | 1. Mai 1976                          |
| Weltrekord                                      | 9,9 s                                | Donald Quarrie ( Jamaika)            | Modesto, USA                                 | 22. Mai 1976                         |
| Olympischer Rekord                              | 9,9 s                                | Jim Hines ( USA)                     | Finale OS Mexiko-Stadt, Mexiko               | 20. Juni 1968                        |

Der bestehende olympische Rekord, gleichzeitig Weltrekord, wurde bei diesen Spielen nicht erreicht. Im schnellsten Rennen, dem Finale, verfehlte Olympiasieger Hasely Crawford aus Trinidad und Tobago den Rekord um elf Hundertstelsekunden.

## Durchführung des Wettbewerbs
Die Athleten traten am 23. Juli zu neun Vorläufen an. Die jeweils drei Laufbesten – hellblau unterlegt – sowie die nachfolgend fünf Zeitschnellsten – hellgrün unterlegt – kamen ins Viertelfinale am selben Tag. Die dort jeweils vier Laufbesten – wiederum hellblau unterlegt – qualifizierten sich für das Halbfinale am 24. Juli. Hieraus erreichten die vier Laufbesten – hellblau unterlegt – das Finale, das am selben Tag stattfand.

## Zeitplan
23. Juli, 11:00 Uhr: Vorläufe

23. Juli, 16:10 Uhr: Viertelfinale

24. Juli, 15:45 Uhr: Halbfinale

24. Juli, 17:50 Uhr: Finale
Anmerkung:
Alle Zeiten sind in Ortszeit Montreal (UTC−5) angegeben.

## Vorrunde
Datum: 23. Juli 1976, ab 11:00 Uhr

### Vorlauf 1

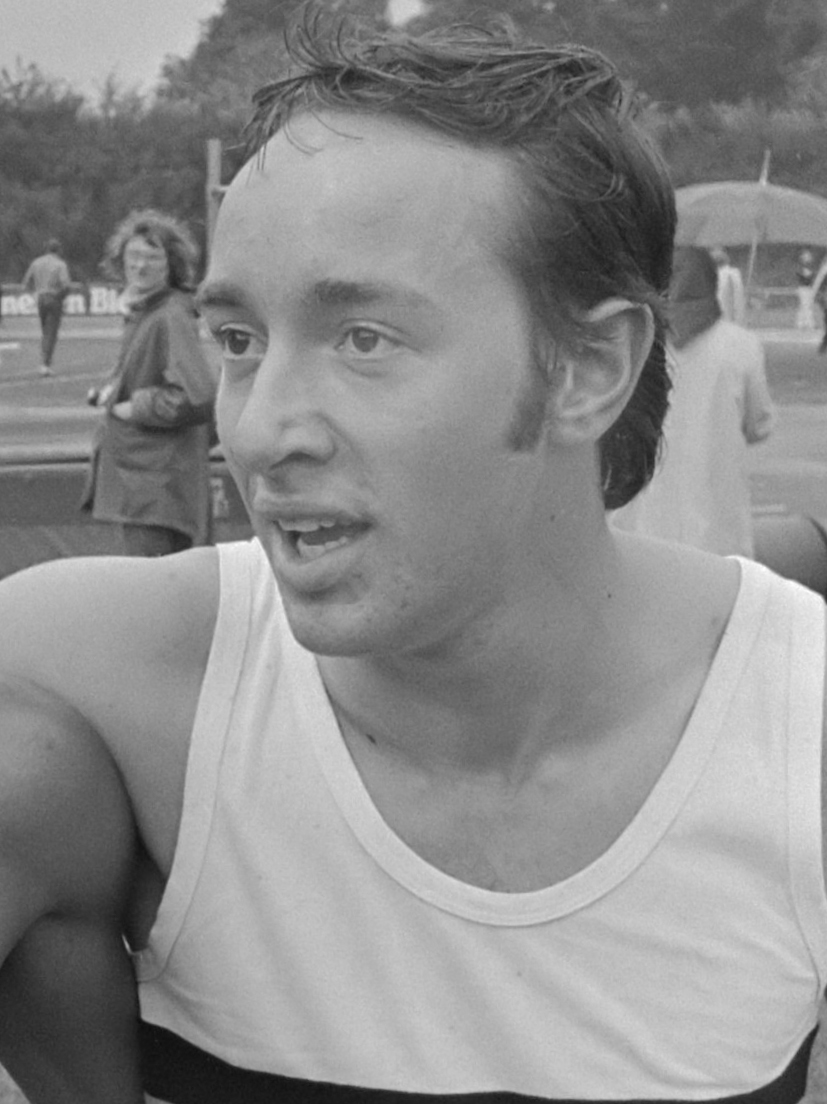
Lambert Micha – ausgeschieden als Vierter des ersten Vorlaufs

Wind: ±0,0 m/s
| Platz | Name              | Nation              | Zeit    |
| ----- | ----------------- | ------------------- | ------- |
| 1     | Hasely Crawford   | Trinidad und Tobago | 10,42 s |
| 2     | Alexander Thieme  | DDR                 | 10,64 s |
| 3     | Luciano Caravani  | Italien             | 10,66 s |
| 4     | Lambert Micha     | Belgien             | 10,69 s |
| 5     | Gregory Simons    | Bermuda             | 10,76 s |
| 6     | Bjarni Stefánsson | Island              | 11,28 s |
| DNS   | Robert Martin     | Kanada              |         |
| DNS   | Wavala Kali       | Papua-Neuguinea     |         |

### Vorlauf 2
Wind: ±0,00 m/s
| Platz | Name                | Nation              | Zeit    |
| ----- | ------------------- | ------------------- | ------- |
| 1     | Johnny Jones        | USA                 | 10,43 s |
| 2     | Amadou Meïté        | Elfenbeinküste      | 10,53 s |
| 3     | Ainsley Armstrong   | Trinidad und Tobago | 10,59 s |
| 4     | Michael Sharpe      | Bermuda             | 10,70 s |
| 5     | Dominique Chauvelot | Frankreich          | 10,79 s |
| 6     | Mohamed al-Sehly    | Saudi-Arabien       | 11,10 s |
| 7     | Werner Bastians     | BR Deutschland      | 11,17 s |
| 8     | Armando Padilla     | Nicaragua           | 11,52 s |

### Vorlauf 3
Wind: ±0,00 m/s
| Platz | Name                 | Nation     | Zeit    |
| ----- | -------------------- | ---------- | ------- |
| 1     | Petar Petrow         | Bulgarien  | 10,46 s |
| 2     | Zenon Licznerski     | Polen      | 10,60 s |
| 3     | Rui da Silva         | Brasilien  | 10,61 s |
| 4     | Christer Garpenborg  | Schweden   | 10,64 s |
| 5     | Jean-Claude Amoureux | Frankreich | 10,75 s |
| 6     | Abdul Kareem al-Awad | Kuwait     | 11,27 s |
| 7     | Ayoub Bodaghi        | Iran       | 11,39 s |

### Vorlauf 4
Wind: ±0,00 m/s
| Platz | Name             | Nation                       | Zeit    |
| ----- | ---------------- | ---------------------------- | ------- |
| 1     | Donald Quarrie   | Jamaika                      | 10,38 s |
| 2     | Guy Abrahams     | Panama                       | 10,40 s |
| 3     | Marvin Nash      | Kanada                       | 10,59 s |
| 4     | Michael Sands    | Bahamas                      | 10,65 s |
| 5     | Dennis Trott     | Bermuda                      | 10,67 s |
| 6     | Peter Fitzgerald | Australien                   | 10,87 s |
| 7     | Ronald Russell   | Amerikanische Jungferninseln | 11,22 s |

### Vorlauf 5

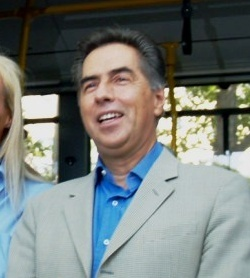
Vasilis Papageorgopoulos (hier im Jahr 2009) – erreichte als Sechster des fünften Vorlaufs nicht das Viertelfinale

Wind: ±0,00 m/s
| Platz | Name                     | Nation       | Zeit    |
| ----- | ------------------------ | ------------ | ------- |
| 1     | Harvey Glance            | USA          | 10,37 s |
| 2     | Marian Woronin           | Polen        | 10,56 s |
| 3     | Alexander Aksinin        | Sowjetunion  | 10,60 s |
| 4     | Colin Bradford           | Jamaika      | 10,64 s |
| 5     | Pedro Ferrer             | Puerto Rico  | 10,76 s |
| 6     | Vasilis Papageorgopoulos | Griechenland | 10,82 s |
| 7     | Leonard Jervis           | Bahamas      | 10,87 s |

### Vorlauf 6
Wind: ±0,00 m/s
Siegfried Regales war der erste Leichtathlet der Niederländischen Antillen, der an Olympischen Spielen teilnahm.
| Platz | Name                | Nation                   | Zeit    |
| ----- | ------------------- | ------------------------ | ------- |
| 1     | Klaus-Dieter Kurrat | DDR                      | 10,37 s |
| 2     | Walerij Borsow      | Sowjetunion              | 10,53 s |
| 3     | Dieter Steinmann    | BR Deutschland           | 10,68 s |
| 4     | Francisco Gómez     | Kuba                     | 10,68 s |
| 5     | Barka Sy            | Senegal                  | 10,81 s |
| 6     | Masahide Jinno      | Japan                    | 10,94 s |
| 7     | Colin Thurton       | Britisch Honduras        | 11,03 s |
| 8     | Siegfried Regales   | Niederländische Antillen | 11,11 s |

### Vorlauf 7
Wind: +0,02 m/s
| Platz | Name                 | Nation    | Zeit    |
| ----- | -------------------- | --------- | ------- |
| 1     | Steve Riddick        | USA       | 10,43 s |
| 2     | Andrzej Świerczyński | Polen     | 10,62 s |
| 3     | Adama Fall           | Senegal   | 10,72 s |
| 4     | Suchart Jaesuraparp  | Thailand  | 10,75 s |
| 5     | Roland Bombardella   | Luxemburg | 10,76 s |
| 6     | Clive Sands          | Bahamas   | 10,82 s |
| 7     | Philippe Étienne     | Haiti     | 11,05 s |

### Vorlauf 8
Wind: ±0,00 m/s
| Platz | Name                | Nation                       | Zeit    |
| ----- | ------------------- | ---------------------------- | ------- |
| 1     | Gilles Échevin      | Frankreich                   | 10,53 s |
| 2     | Klaus-Dieter Bieler | BR Deutschland               | 10,58 s |
| 3     | Anat Ratanapol      | Thailand                     | 10,71 s |
| 4     | Hermes Ramírez      | Kuba                         | 10,72 s |
| 5     | Momar N’Dao         | Senegal                      | 10,74 s |
| 6     | Ramli Ahmad         | Malaysia                     | 10,98 s |
| DNS   | René Mberinguerer   | Zentralafrikanische Republik |         |

### Vorlauf 9
Wind: ±0,00 m/s
| Platz | Name                   | Nation                  | Zeit    |
| ----- | ---------------------- | ----------------------- | ------- |
| 1     | Sammy Monsels          | Suriname                | 10,58 s |
| 2     | Silvio Leonard         | Kuba                    | 10,62 s |
| 3     | Juris Silovs           | Sowjetunion             | 10,70 s |
| 4     | Christopher Brathwaite | Trinidad und Tobago     | 10,71 s |
| 5     | Endre Lépold           | Ungarn                  | 10,82 s |
| 6     | Pearson Jordan         | Barbados                | 10,95 s |
| 7     | Tony Moore             | Fidschi                 | 11,16 s |
| DNS   | Felix López            | Dominikanische Republik |         |

## Viertelfinale
Datum: 23. Juli 1976, ab 16:10 Uhr

### Lauf 1

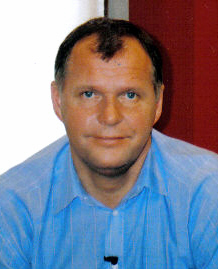
Marian Woronin (Foto: 2007) – ausgeschieden als Achter des ersten Halbfinals

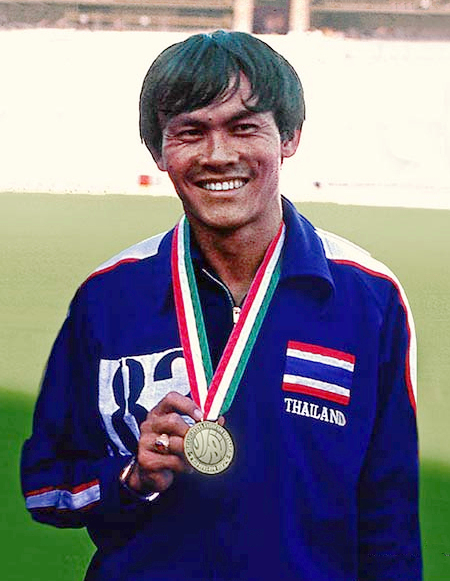
Anat Ratanapol – hier mit seiner Medaille von den Asienspielen 1974 über 4 × 100 Meter – wurde Sechster des ersten Viertelfinals und schied damit aus

Wind: +1,08 m/s
| Platz | Name              | Nation      | Zeit    |
| ----- | ----------------- | ----------- | ------- |
| 1     | Donald Quarrie    | Jamaika     | 10,33 s |
| 2     | Steve Riddick     | USA         | 10,36 s |
| 3     | Marvin Nash       | Kanada      | 10,48 s |
| 4     | Alexander Aksinin | Sowjetunion | 10,55 s |
| 5     | Dennis Trott      | Bermuda     | 10,64 s |
| 6     | Anat Ratanapol    | Thailand    | 10,65 s |
| 7     | Luciano Caravani  | Italien     | 10,81 s |
| 8     | Gilles Échevin    | Frankreich  | 12,00 s |

### Lauf 2

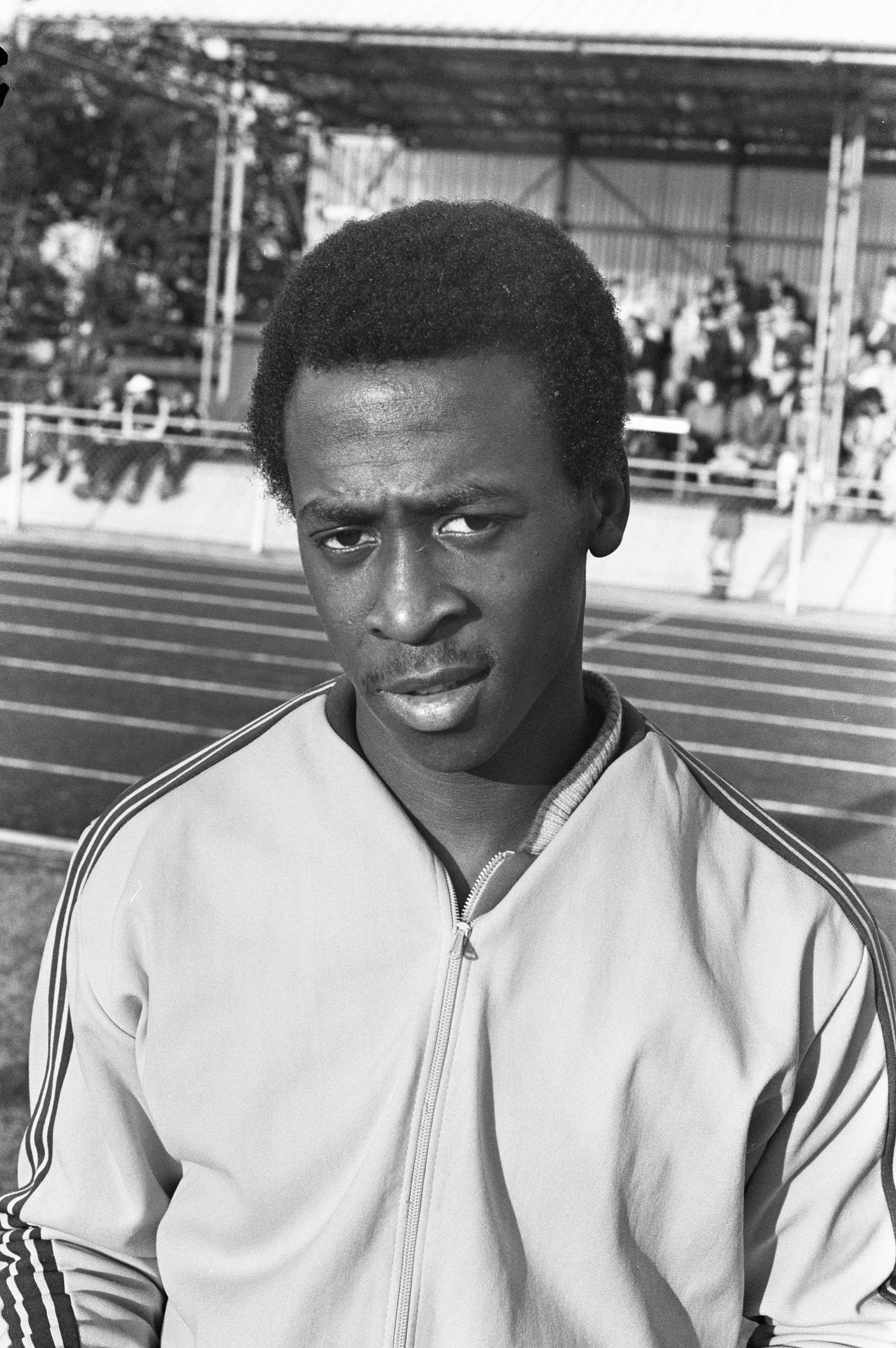
Sammy Monsels – ausgeschieden als Sechster des zweiten Vorlaufs

Wind: +0,12 m/s
| Platz | Name                | Nation   | Zeit    |
| ----- | ------------------- | -------- | ------- |
| 1     | Guy Abrahams        | Panama   | 10,35 s |
| 2     | Johnny Jones        | USA      | 10,46 s |
| 3     | Alexander Thieme    | DDR      | 10,50 s |
| 4     | Marian Woronin      | Polen    | 10,53 s |
| 5     | Silvio Leonard      | Kuba     | 10,59 s |
| 6     | Sammy Monsels       | Suriname | 10,61 s |
| 7     | Colin Bradford      | Jamaika  | 10,62 s |
| 8     | Christer Garpenborg | Schweden | 10,63 s |

### Lauf 3
Wind: +0,12 m/s
| Platz | Name                 | Nation              | Zeit    |
| ----- | -------------------- | ------------------- | ------- |
| 1     | Hasely Crawford      | Trinidad und Tobago | 10,29 s |
| 2     | Walerij Borsow       | Sowjetunion         | 10,39 s |
| 3     | Amadou Meïté         | Elfenbeinküste      | 10,45 s |
| 4     | Rui da Silva         | Brasilien           | 10,57 s |
| 5     | Andrzej Świerczyński | Polen               | 10,59 s |
| 6     | Adama Fall           | Senegal             | 10,60 s |
| 7     | Klaus-Dieter Bieler  | BR Deutschland      | 10,80 s |
| DNS   | Michael Sands        | Bahamas             |         |

### Lauf 4
Wind: +0,09 m/s
| Platz | Name                | Nation              | Zeit    |
| ----- | ------------------- | ------------------- | ------- |
| 1     | Harvey Glance       | USA                 | 10,23 s |
| 2     | Klaus-Dieter Kurrat | DDR                 | 10,29 s |
| 3     | Petar Petrow        | Bulgarien           | 10,30 s |
| 4     | Ainsley Armstrong   | Trinidad und Tobago | 10,46 s |
| 5     | Francisco Gómez     | Kuba                | 10,49 s |
| 6     | Zenon Licznerski    | Polen               | 10,52 s |
| 7     | Dieter Steinmann    | BR Deutschland      | 10,67 s |
| DNS   | Juris Silovs        | Sowjetunion         |         |

## Halbfinale
Datum: 24. Juli 1976, ab 15:45 Uhr

### Lauf 1
Wind: +1,11 m/s
| Platz | Name                | Nation              | Zeit    |
| ----- | ------------------- | ------------------- | ------- |
| 1     | Harvey Glance       | Vereinigte Staaten  | 10,24 s |
| 2     | Walerij Borsow      | Sowjetunion         | 10,30 s |
| 3     | Klaus-Dieter Kurrat | DDR                 | 10,30 s |
| 4     | Guy Abrahams        | Panama              | 10,37 s |
| 5     | Marvin Nash         | Kanada              | 10,52 s |
| 6     | Ainsley Armstrong   | Trinidad und Tobago | 10,52 s |
| 7     | Rui da Silva        | Brasilien           | 10,54 s |
| 8     | Marian Woronin      | Polen               | 10,69 s |

### Lauf 2
Wind: +0,65 m/s
| Platz | Name              | Nation              | Zeit    |
| ----- | ----------------- | ------------------- | ------- |
| 1     | Hasely Crawford   | Trinidad und Tobago | 10,22 s |
| 2     | Donald Quarrie    | Jamaika             | 10,26 s |
| 3     | Johnny Jones      | USA                 | 10,30 s |
| 4     | Petar Petrow      | Bulgarien           | 10,30 s |
| 5     | Steve Riddick     | USA                 | 10,33 s |
| 6     | Amadou Meïté      | Elfenbeinküste      | 10,46 s |
| 7     | Alexander Aksinin | Sowjetunion         | 10,50 s |
| 8     | Alexander Thieme  | DDR                 | 10,50 s |

## Finale

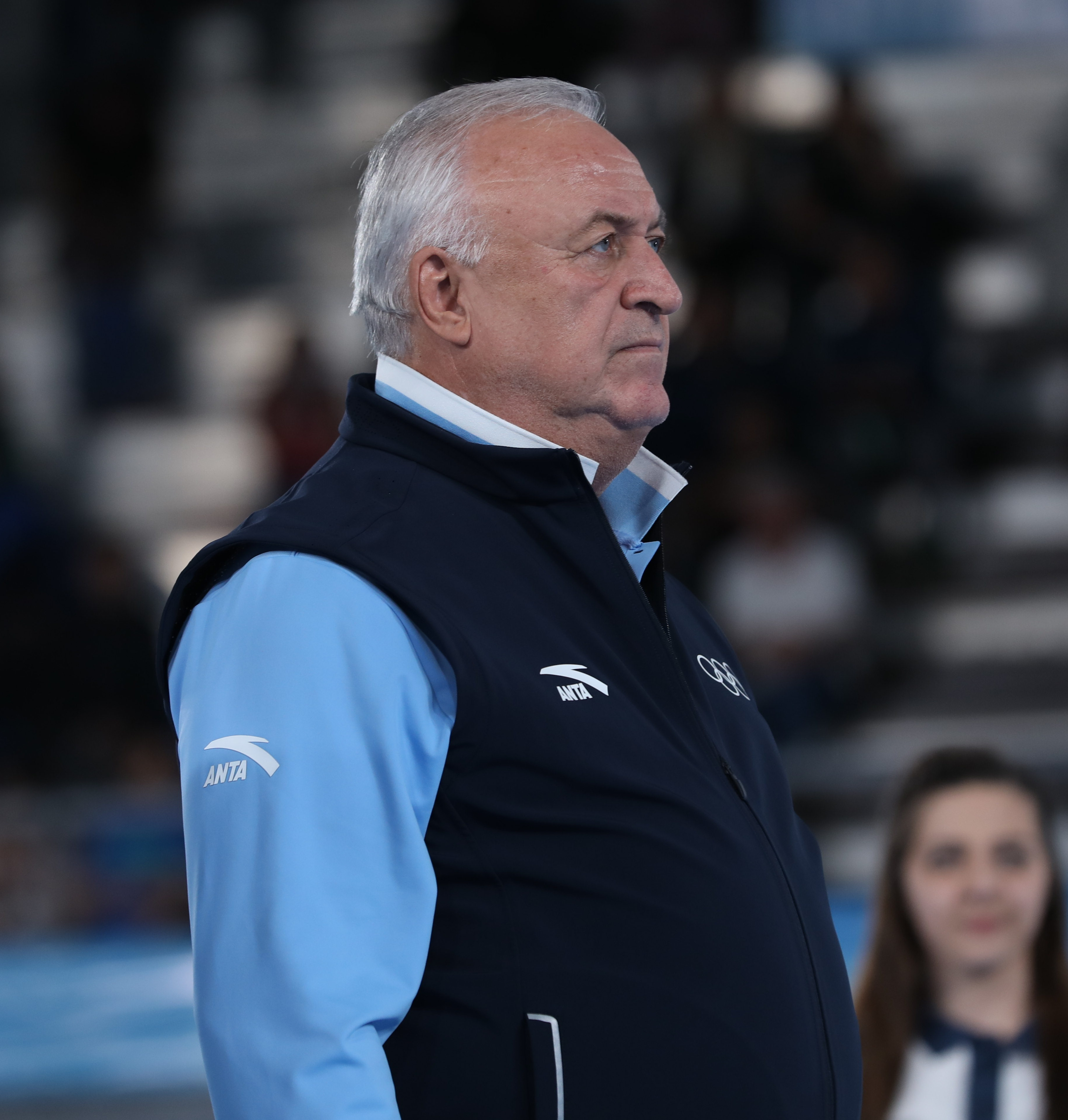
Der Olympiasieger von 1972 Walerij Borsow (hier im Jahr 2018) gewann die Bronzemedaille

Datum: 24. Juli 1976, 17:50 Uhr
Wind: −0,01 m/s
| Platz | Name                | Nation              | Zeit    |
| ----- | ------------------- | ------------------- | ------- |
| 1     | Hasely Crawford     | Trinidad und Tobago | 10,06 s |
| 2     | Donald Quarrie      | Jamaika             | 10,08 s |
| 3     | Walerij Borsow      | Sowjetunion         | 10,14 s |
| 4     | Harvey Glance       | USA                 | 10,19 s |
| 5     | Guy Abrahams        | Panama              | 10,25 s |
| 6     | Johnny Jones        | USA                 | 10,27 s |
| 7     | Klaus-Dieter Kurrat | DDR                 | 10,31 s |
| 8     | Petar Petrow        | Bulgarien           | 10,35 s |

Eine leichte Favoritenstellung hatte der Jamaikaner Donald Quarrie, besonders nachdem einer seiner ärgsten Konkurrenten, der US-Sprinter Steve Williams, wegen einer Oberschenkelverletzung, die er sich bei den US-Olympiaausscheidungen zugezogen hatte, nicht in Montreal teilnehmen konnte. Zwar war der Olympiasieger von 1972, Walerij Borsow, ebenfalls wieder am Start, doch dieser wurde nicht so stark eingeschätzt wie vier Jahre zuvor. Insgesamt ließen die Vorleistungen der beteiligten Sprinter eine offene und knappe Entscheidung erwarten. Hasely Crawford aus Trinidad und Tobago, ein weiterer Finalist von München, hatte sich ebenfalls für das Finale qualifiziert.
Borsow und der US-Läufer Harvey Glance lagen nach dem Start in Führung. Zwanzig Meter vor dem Ziel zog Donald Quarrie an den beiden vorbei, wurde jedoch selber noch von Crawford passiert, der mit zwei Hundertstelsekunden Vorsprung Olympiasieger wurde. Walerij Borsow errang die Bronzemedaille vor Harvey Glance und Guy Abrahams aus Panama.
Hasely Crawford gelang der erste Olympiasieg für Trinidad und Tobago.

Zum zweiten Mal nach 1928 gab es keine Medaille für einen US-Athleten.

## Videolinks
- 1976 Montreal olympic 100m final, youtube.com, abgerufen am 9. Dezember 2017
- 1976 Montreal Olympic Men's 100m final Olimpiadas de Montreal 1976 final 100 metros lisos masculinos, youtube.com, abgerufen am 7. Oktober 2021